# John F. Regni

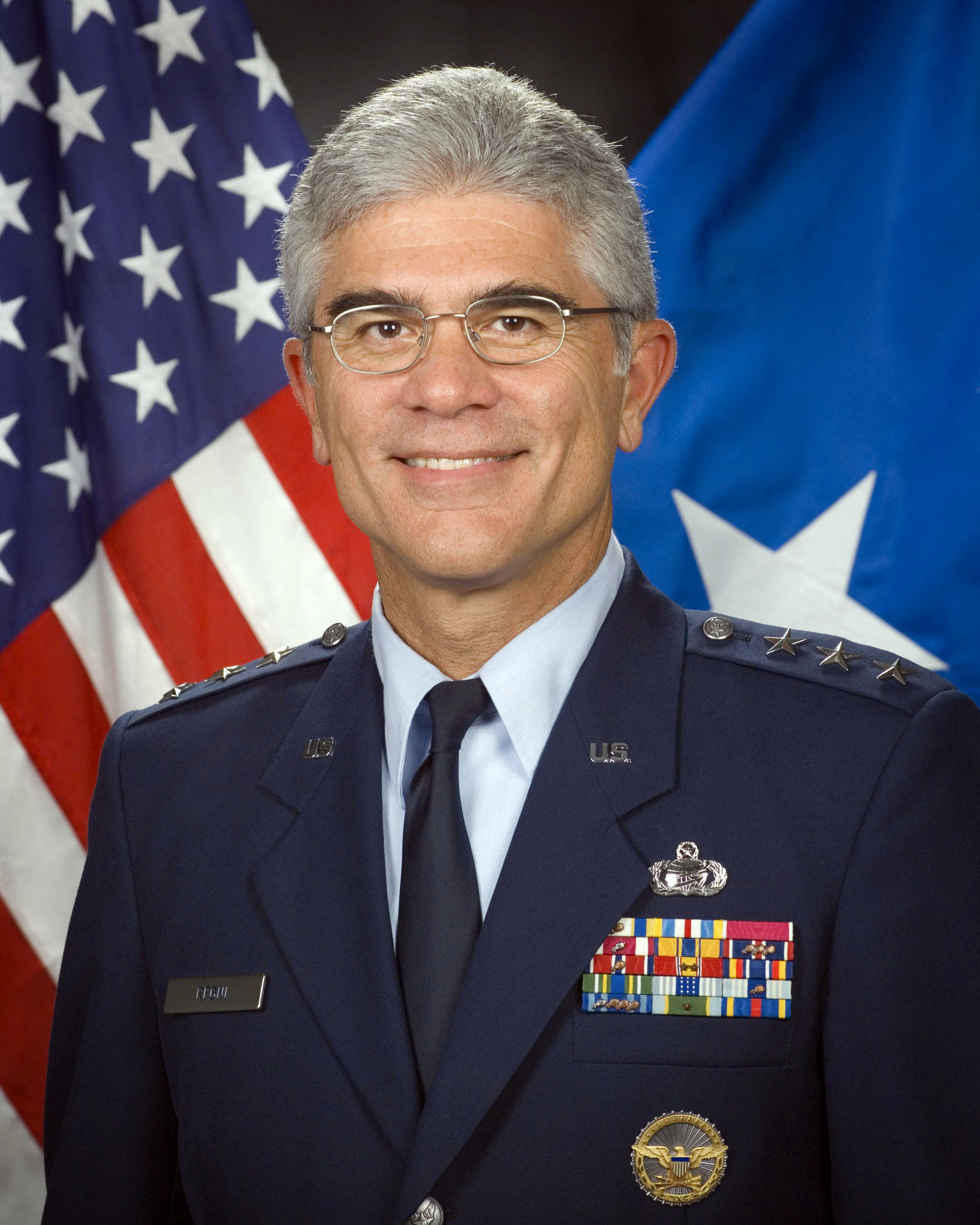
John F. Regni

John F. Regni (* 19. Januar 1952 in Wiesbaden, Deutschland) ist ein pensionierter Generalleutnant der United States Air Force. Er war unter anderem Leiter (Superintendent) der United States Air Force Academy.

## Leben
John Regni wurde auf der Wiesbaden Air Base geboren. Im Jahr 1973 absolvierte er die United States Air Force Academy in Colorado Springs. Nach seiner Graduation wurde er als Leutnant in das Offizierskorps der Air Force aufgenommen. In der Folge durchlief er alle Offiziersgrade vom Leutnant bis zum Drei-Sterne-General.
Im Lauf seiner militärischen Karriere nahm er verschiedene Kurse und Schulungen wahr. Dazu gehörten unter anderem die Squadron Officer School die er über einen Fernkurs absolvierte; das Air Command and Staff College und das Air War College, die sich auf der Maxwell Air Force Base in Alabama befinden, und der Capstone Course an der National Defense University in Fort Lesley J. McNair in Washington, D.C. Außerdem erhielt er akademische Grade von der St. Mary’s University in San Antonio in Texas und der University of Illinois.
In seinen frühen Jahren als Offizier der Luftwaffe war er an verschiedenen Stützpunkten in den Vereinigten Staaten stationiert. Er war kein Pilot wie viele andere Offiziere der Luftwaffe. Stattdessen war er im administrativen Bereich wie z. B. der Personalverwaltung tätig. Dabei war er unter anderem im Hauptquartier der Air Force eingesetzt. Zwischen Juli 1976 und Juli 1978 war er in Italien auf der Aviano Air Base stationiert.
Im Juli 1990 wurde er als Oberst auf die Kunsan Air Base in Südkorea versetzt, wo er bis zum Juli 1991 Kommandeur der Basis und der dort ansässigen 8th Combat Support Group war. Daran schloss sich eine Versetzung zum Hauptquartier des  United States Pacific Commands im Camp H. M. Smith in Hawaii an. Bis zum August 1994 war Regni in dessen Stabsabteilung für Personal tätig. In der Folge wurde er auf die Scott Air Force Base in Illinois beordert, wo er dem Stab des Air Mobility Command angehörte. Zwischen August 1994 und März 1996 war er Abteilungsdirektor in dessen Personalverwaltung.
In ähnlichen Funktionen war er danach bis August 2000 im Hauptquartier der Air Force tätig. Danach kommandierte er zwischen August 2000 und Juli 2004 auf der Keesler Air Force Base in Mississippi die 2. Luftflotte (2nd Air Force). Danach kehrte er zur Maxwell AFB zurück, wo er bis zum Oktober 2005 die Air University leitete.
Sein letzter Auftrag führte ihn nach Colorado Springs in Colorado zur United States Air Force Academy. Am 24. Oktober 2005 übernahm er dort als Nachfolger von John W. Rosa als Superintendent die Leitung dieser Ausbildungsstätte. Dieses Amt bekleidete er bis zum 9. Juni 2009, als er von Michael C. Gould abgelöst wurde. Anschließend schied er aus dem aktiven Militärdienst aus.
Nach seiner Pensionierung engagierte sich John Regni bei mehreren Non-Profit-Organisationen. Außerdem gründete er die Beraterfirma JFR Group LLC. Im Jahr 2019 gehörte er zu einer Gruppe von 141 Generälen und Admirälen mit drei oder mehr Sternen, die sich in einem offenen Brief gegen Haushaltskürzungen wandten.

## Daten der Beförderungen
| Abzeichen | Rang               | Jahr             |
| --------- | ------------------ | ---------------- |
|           | Second Lieutenant  | 6. Juni 1973     |
|           | First Lieutenant   | 6. Juni 1975     |
|           | Captain            | 6. Juni 1977     |
|           | Major              | 1. November 1982 |
|           | Lieutenant Colonel | 1. März 1985     |
|           | Colonel            | 1. Oktober 1989  |
|           | Brigadier General  | 4. August 1996   |
|           | Major General      | 31. März 2000    |
|           | Lieutenant General | 8. Juli 2004     |

## Orden und Auszeichnungen
John Regni erhielt im Lauf seiner militärischen Laufbahn unter anderem folgende Auszeichnungen:
- Air Force Distinguished Service Medal
- Defense Superior Service Medal
- Legion of Merit
- Meritorious Service Medal
- Air Force Commendation Medal